# São Salvador de Lordelo
São Salvador de Lordelo is een plaats (freguesia) in de Portugese gemeente Paredes en telt 9930 inwoners (2001).